# Viola ocellata
Viola ocellata Torr. & A.Gray – gatunek roślin z rodziny fiołkowatych (Violaceae). Występuje endemicznie w Stanach Zjednoczonych – w Kalifornii i Oregonie. 

## Morfologia
PokrójBylina dorastająca do 3–37 cm wysokości, tworzy kłącza.
LiścieBlaszka liściowa ma owalny lub niemal nerkowaty kształt. Mierzy 1–6 cm długości oraz 1,2–4 cm szerokości, jest karbowana na brzegu, ma sercowatą nasadę i ostry wierzchołek. Ogonek liściowy jest nagi i ma 3,7–10 cm długości. Przylistki są deltoidalne.
KwiatyPojedyncze, wyrastające z kątów pędów. Mają działki kielicha o lancetowatym kształcie. Płatki są odwrotnie jajowate i mają białą barwę, dolny płatek jest odwrotnie jajowaty, mierzy 5-15 mm długości, z żółtymi żyłkami, posiada obłą ostrogę o długości 1-3 mm.
OwoceTorebki mierzące 5-11 mm długości, o jajowatym kształcie.

## Biologia i ekologia
Roślina rośnie w różnych siedliskach, w tym na łąkach, brzegach rzek, zboczach i terenach skalistych. Zazwyczaj występuje na wysokości od 100 do 1100 m n.p.m.